# 杨时杰

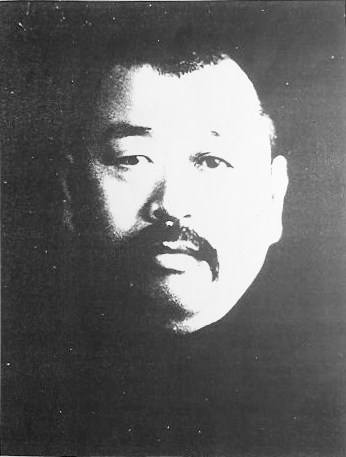
1935年的杨时杰

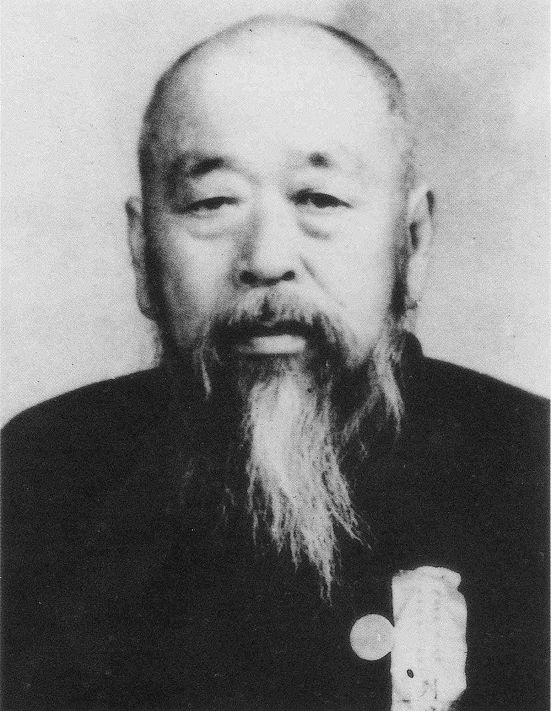
1953年的杨时杰

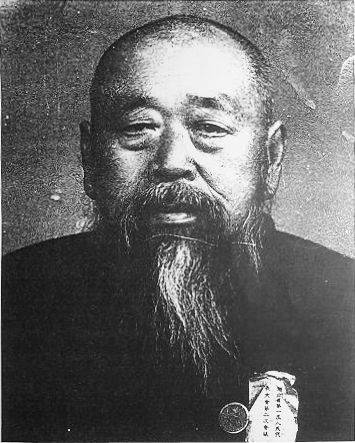
1953年的杨时杰（同上）

杨时杰（1881年—1956年），原名志铭，字舒武，法号慧杰。湖北沔阳（今仙桃市）人。中国民主革命家，中华民国政治人物，佛教徒。

## 生平
1905年，杨时杰官费留学日本，入东京弘文学院普通科，1906年他转入东斌学校警宪科，毕业后又入中央大学法政科，1906年3月加入中国同盟会。1910年，他毕业回国，在武汉和孙武、李作栋（字春萱）、杨玉如（字宝珊）、彭楚藩等秘密组织湖北共进会。1911年5月11日，共进会代表杨时杰、杨玉如、李作栋与文学社代表刘复基、王守愚、蔡大辅等，在武昌长湖西街8号（龚霞初寓所）共同商讨两组织的联合事宜。武昌起义后，他被推举为鄂军都督府内务部部长、战时总司令部督战员。后他任各省都督府代表聯合會湖北代表，並在南京参加中华民国临时大总统选举会。1912年，他任黎元洪临时副总统府顾问，和宋教仁等人在北京组织中国同盟会本部，和田桐等人出版《国光新闻》。1913年，他当选民元国会众议院议员。宋教仁遇刺身亡后，他到湖北图谋讨袁，失败后他到日本并加入中华革命党。1915年，他在汉口筹办《大中华日报》，反对袁世凯称帝。1916年黎元洪任总统并重开国会，他参与发起成立丙辰俱乐部，主张中国对德国宣战。1917年，他追随孙中山南下，任大元帅府参议、靖国军总司令部高等顾问。1923年曹锟贿选时，他倡议并率“三十三号议员团”130余人拒贿。1927年，他帮助居正办《江南晚报》。
九·一八事变发生后，时任司法院最高公务员惩戒委员会委员的杨时杰参加了南京国民政府在洛阳召开的国难会议。抗日战争爆发后，他随司法院迁到重庆，曾拜缙云寺方丈释印光为师，研习佛学，印光赐他法号“慧杰”。1942年他因为父亲奔丧而回到故乡沔阳，曾经在沔阳组织游击自卫军抗击日军，和新四军多有交往。1944年冬，汉沔中心县成立参议会，杨时杰应邀参加。抗日战争胜利后，国民政府还都南京，他未返回南京司法院任职。1946年，他举家从家乡迁居武昌。
中华人民共和国成立后，杨时杰被聘为湖北省文史研究馆馆员。1953年，他被特邀为湖北省政协委员。1956年秋，杨时杰因脑溢血逝世，享年75岁。